# Эстерле, Макс
Макс фон Эстерле (нем. Max von Esterle; 16 июня 1870, Кортина-д'Ампеццо, Австро-Венгрия — 4 января 1947, Бецау, Форарльберг) — австрийский художник, портретист.

## Биография
Макс фон Эстерле учился в частной школе живописи Генриха Стрехобла в Вене; с 1897 по 1900 год он посещал школу искусств в Париже. С 1900 по 1904 год фон Эстерле продолжал учиться в Мюнхенской академии художеств. С 1909 по 1910 год он являлся сотрудником журнала «Der Föhn», а затем — до 1913 года — состоял иллюстратором в журнале Людвига фон Фикера «Der Brenner».
В 1914 году Макс фон Эстерле стал участником Первой мировой войны (в звании рядового); в результате боевых действии он стал военнопленным в России — из плена он был освобожден уже после Октябрьской революции, только в 1920 году.
В 1919 году Макс фон Эстерле сменил имя на «Макс Эстерле». С 1924 года он начал работать преподавателем рисования и техники живописи в университете Инсбрука. В 1926 году Эстерле стал первым президентом профессиональной ассоциации визуальных художников в Тироле. В 1938 году, после аншлюса Австрии Третьим рейхом, Эстерле вступил в НСДАП; в 1939—1941 годах он возглавлял палату изобразительных искусств Тироля.

## Работы и выставки
В основном Эстерле создавал портреты и картины южных пейзажей, которые он предпочитал рисовать под открытым небом. Кроме того он также создавал гравюры на дереве. В 1905 году в Инсбруке прошла выставка работ Эстерле, повторившаяся год спустя; в 1971 году его работы выставляли в «Taxisgalerie».

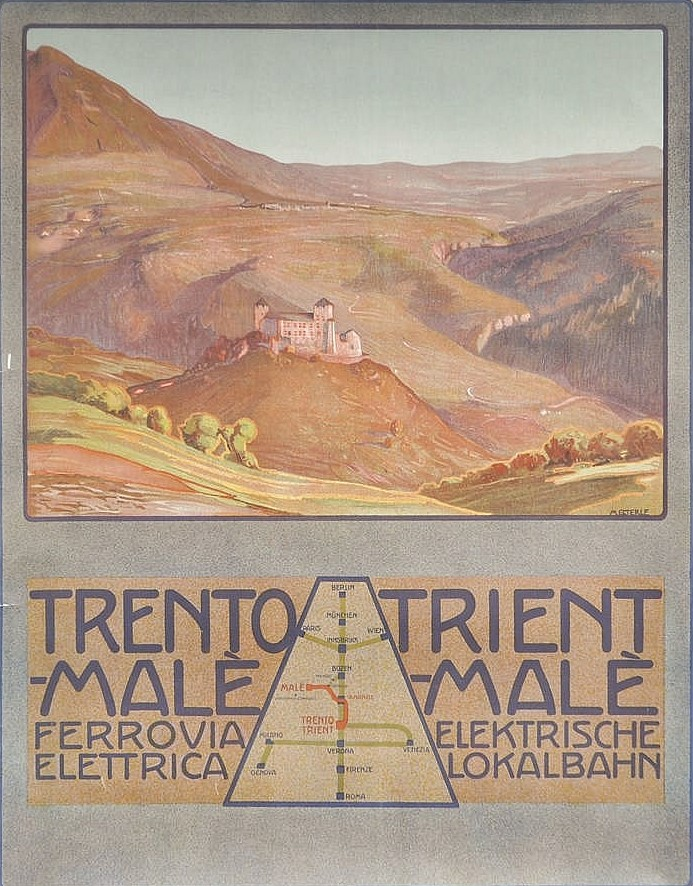
Пригородная железная дорога „Триент-Мале“, плакат, около 1910
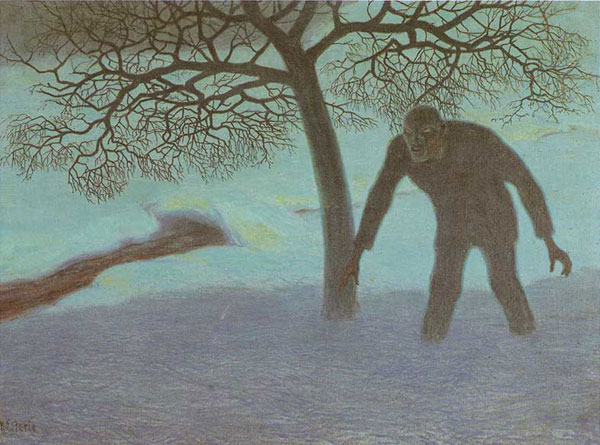
Зимняя ночь/Воспоминание о Георге Тракле, 1914
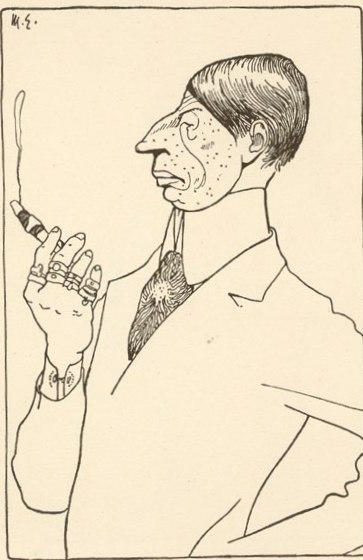
Портрет Ганса фон Хоффеншталя, 1911